# IC 1302
IC 1302 ist eine Balken-Spiralgalaxie vom Hubble-Typ SBc im Sternbild Cygnus. Sie ist schätzungsweise 218 Millionen Lichtjahre von der Milchstraße entfernt.
Das Objekt wurde am 9. Juni 1866 von dem US-amerikanischen Astronomen Truman Henry Safford entdeckt.

## IC 1302-Gruppe (LGG 428)
| Galaxie   | Alternativname | Entfernung/Mio. Lj |
| --------- | -------------- | ------------------ |
| IC 1302   | PGC 63307      | 218                |
| IC 1303   | PGC 63328      | 209                |
| PGC 63299 | UGC 11448      | 213                |